# Fladnitz an der Teichalm
Fladnitz an der Teichalm osztrák község Stájerország Weizi járásában. 2018 januárjában 1792 lakosa volt.

## Elhelyezkedése

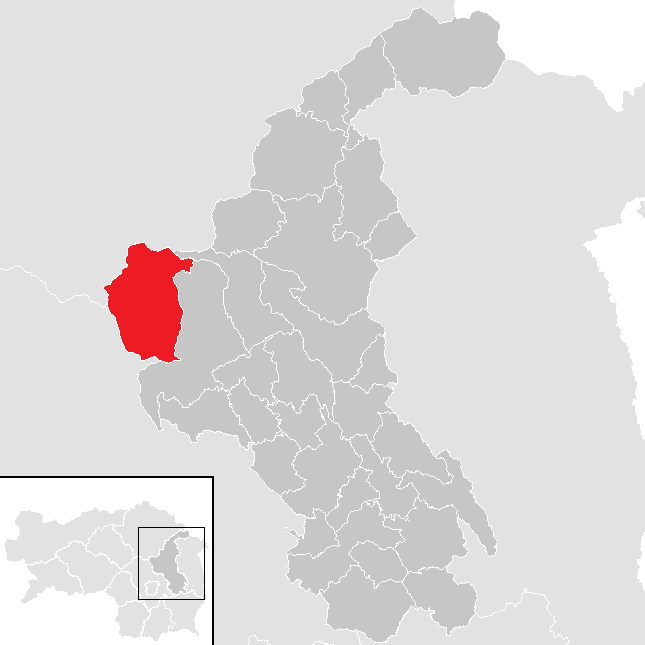
Fladnitz an der Teichalm a Weizi járásban

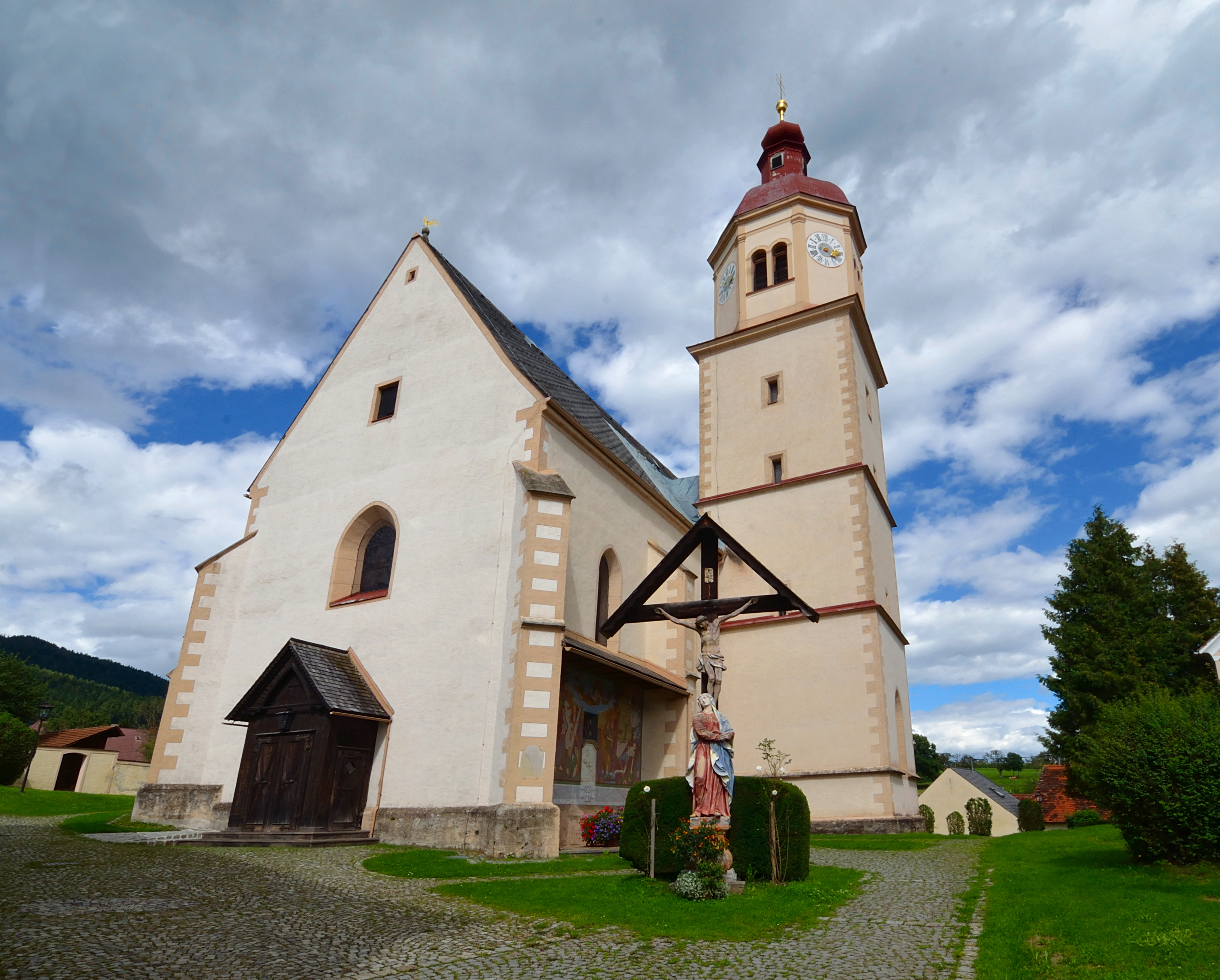
A Szt. Miklós-plébániatemplom

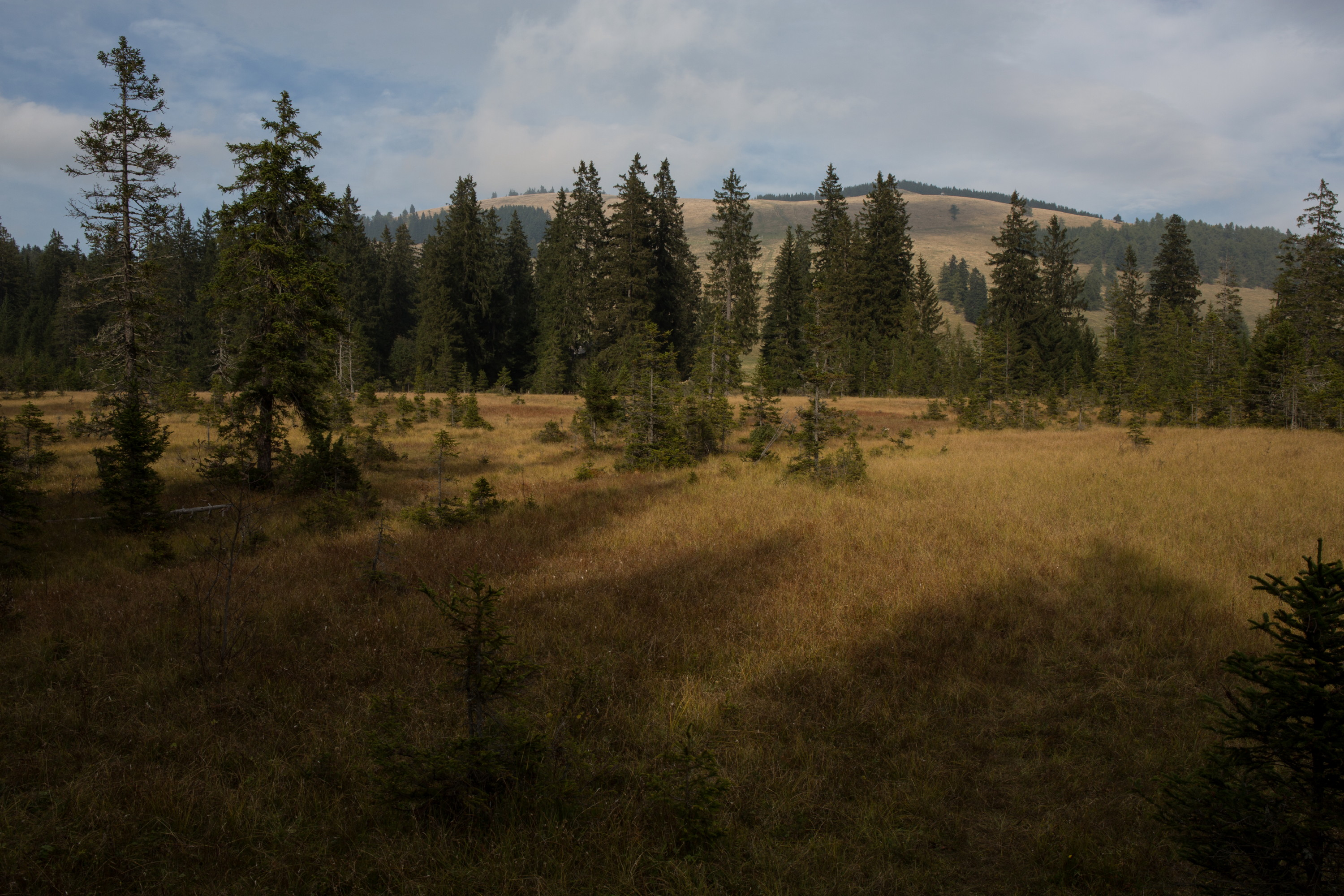
A védett teichalmi láp

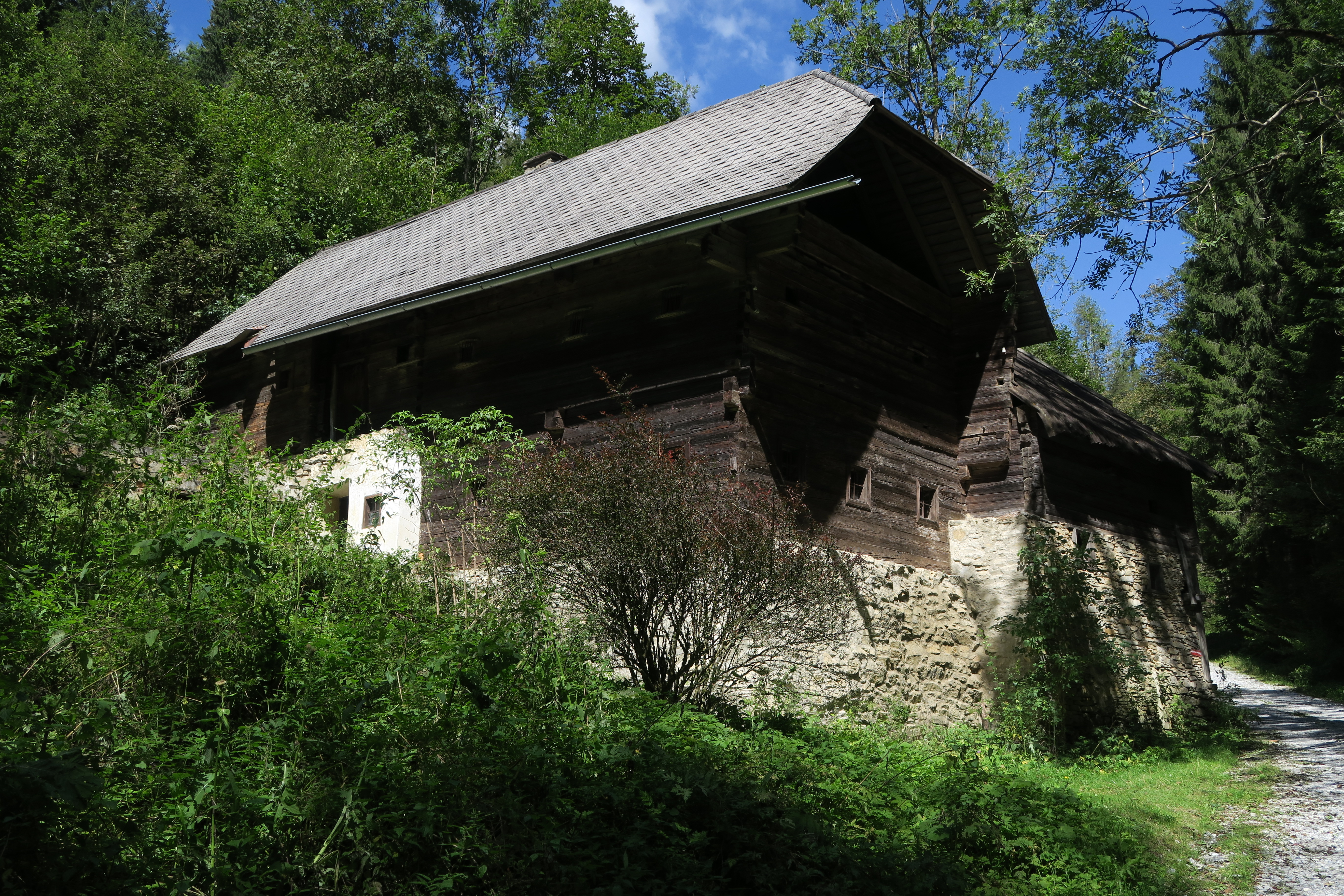
Hagyományos stájer parasztház

Fladnitz an der Teichalm a Grazi-hegyvidék Passaili-medencéjében fekszik, az Almenland régióban. Az önkormányzat 9 települést egyesít: Fladnitz an der Teichalm (555 lakos 2018-ban), Fladnitz-Tober (110), Fladnitzberg (168), Nechnitz (41), Schrems (268), Teichalm (39), Tulwitzdorf (280), Tulwitzviertl (221) és Tyrnau (110).
A környező önkormányzatok: északkeleten Sankt Kathrein am Offenegg, keleten Passail, délnyugaton Semriach, nyugaton Frohnleiten, északnyugaton Pernegg an der Mur, északon Breitenau am Hochlantsch.

## Története
Az ember legkorábbi nyoma a község területén egy i. e. 3. évezredből származó kőbalta. A régészek illírek és kelták jelenlétére is találtak bizonyítékot, a római időkben pedig jelentősebb népesség élt a mai önkormányzati területen. Egy 1. századból származó római sírkő a templomudvar falába ágyazva tekinthető meg, két másik pedig a grazi Joanneum múzeumban található. A 6. század végén szlávok telepedtek meg a térségben, számos helynév, mint maga Fladnitz is szláv eredetű. Miután a szlávok állama bajor védnökség, majd 788-ban a Frank Birodalom uralma alá került, nagy számú bajor telepes érkezett, a szlávokat pedig megtérítették.
Fladnitz első említése 1240-ből származik, bizonyos "Ekardus et Valclinus de Fletinz" személyekre való hivatkozással. Templomát elsőként 1285-ben említik; az épületet 1483-ban késő gótikus stílusban átépítették, ekkor kapta mai külsejét.
A falu évszázadokig a mezőgazdaságból élt, a 20. században azonban gazdaságának súlypontja egyre inkább a (mint a nyári, mind a téli) turizmus felé mozdult el. 1974-ben létrehozták az 5 hektáros mesterséges Teichalmsee tavat, 1995-ben pedig hóágyúkat szereltek fel a sípályákon. 2002-ben tanösvényt létesítettek a Latschenhochmoor Teichalm lápi természetvédelmi területen.
A község mai hivatalos nevét 1977-ben kapta (korábbi elnevezése Fladnitz bei Passail volt). A 2015-ös stájerországi közigazgatási reform során a szomszédos, de a Graz-környéki járásban fekvő Tulwitz és Tyrnau községeket Fladnitzhoz csatolták; ennek megfelelően módosították a járások közötti határokat is.

## Lakosság
A Fladnitz an der Teichalm-i önkormányzat területén 2018 januárjában 1792 fő élt. A lakosságszám 1961 óta 1770-1850 között ingadozik. 2015-ben a helybeliek 98,1%-a volt osztrák állampolgár; a külföldiek közül 0,6% a régi (2004 előtti), 1,2% az új EU-tagállamokból érkezett. 2001-ben a lakosok 96,8%-a római katolikusnak, 1,4% mohamedánnak, 1,1% pedig felekezeten kívülinek vallotta magát. Ugyanekkor 3 magyar élt a községben.

## Látnivalók
- a Szt. Miklós-plébániatemplom
- a 18. századi Nepomuki Szt. János-szobor
- az 1777-ben épült, a hagyományos stájer népi építészetet képviselő ún. Rauchstubenhaus, valamint a Grabenbauer-ház
- a fladnitzi fúvószenekar a legrégebbiek közé tartozik Stájerországban, már 1820-ban is megemlítik. Egyik nyilvános fellépésük húsvét vasárnap kora reggel történik, amikor az utcákat járva ébresztik a község lakóit.

## Fordítás
- Ez a szócikk részben vagy egészben  a   Fladnitz an der Teichalm című német Wikipédia-szócikk ezen változatának fordításán alapul.  Az eredeti cikk szerkesztőit annak laptörténete sorolja fel. Ez a jelzés csupán a megfogalmazás eredetét és a szerzői jogokat jelzi, nem szolgál a cikkben szereplő információk forrásmegjelöléseként.